# Van Alstyne (Texas)
Van Alstyne ist eine Stadt (City) im Grayson County im Bundesstaat Texas der Vereinigten Staaten mit 4.369 Einwohnern zur Volkszählung von 2020.
Der Ort etwa 50 Kilometer nördlich von Dallas wurde ab 1872 besiedelt, 1890 erfolgte die Stadtgründung.
Das Umphress-Taylor House wird als historische Stätte geführt.

## Persönlichkeiten
- Danny Everett (* 1966), Leichtathlet